# Storia del distretto del cuoio
La  storia del distretto del cuoio riguarda la storia industriale di un'area in Toscana, così chiamata per concentrazione di aziende conciarie che caratterizzano il tessuto economico sociale della zona. L'area viene anche chiamata Comprensorio del cuoio o Zona del cuoio. L'area si estende per 330,440 km², comprendendo i comuni di Bientina, Castelfranco di Sotto, Montopoli in Val d'Arno, San Miniato, Santa Croce sull'Arno e Santa Maria a Monte nella provincia di Pisa, e Fucecchio in provincia di Firenze con una popolazione totale di 90 800 persone.

## Origini dell'industria conciaria in Toscana
La prima indagine di mercato sull'attività conciaria in Toscana è una relazione del 1768 scritta dal "Provveditore dell'Arte de' Vajay e Quojaj" Filippo Neri. Da questa emerge che a quel tempo la produzione di pellame nel Granducato di Toscana era attiva in più di 20 centri cittadini, garantendo ad ognuno di questi benefici a livello economico, anche se in misura diversa dovuta all'intensità della produzione. Firenze produceva da sola un terzo delle pelli presenti sul mercato. Un altro terzo era prodotto nelle città di Pisa e Arezzo. È in questo contesto, che l'idea di uno sviluppo dell'industria conciaria prende piede anche in centri più piccoli e meno urbanizzati come Santa Croce sull'Arno. 
In tutto il Granducato venivano realizzati da 800 000 a 900 000 pezzi l'anno. Il tipo di pelli lavorate spaziava da quelle bovine, usate soprattutto per le tomaie e le suole, a quelle di capra e agnello con le quali si ottenevano prodotti più fini usati per l'abbigliamento (guanti e corsetti) o per l'arredamento. Le persone impiegate in questa attività erano circa 20 000, corrispondenti al 4-5% della popolazione totale. Di queste, circa 4 000 lavoravano a tempo pieno, altre 6 000 circa come lavoratori "part-time" e il restante era formato dall'indotto che questa acerba industria portava. 

## Santa Croce tra il 1771 e il 1841
A metà del XVIII secolo la popolazione di Santa Croce contava 1 630 abitanti. Di questi quasi la metà (il 46%) era occupato nel settore agricolo. 
Il settore dell'artigianato, in cui il ramo principale era l'abbigliamento, era composto dal 13% dei cittadini. 
Poco più del 5,7%  era impegnato in attività commerciali, ma si trattava prevalentemente di rivenditori locali e sensali. I mercanti veri e propri con traffici al di fuori dell'ambito locale arrivavano ad essere una decina.
Il resto della popolazione era impiegata nel settore dei servizi. Si trattava di lavoratori, per lo più navicellai e barrocciai, che sfruttando la vicinanza del fiume Arno, si occupavano dei trasporti via terra e via fiume. Il totale delle famiglie che dipendeva da queste attività, costituiva il 18% della popolazione (percentuale estremamente superiore rispetto a città ben più sviluppate come Pontedera e Prato).
L'abilità dei santacrocesi nello sfruttare la vicinanza del fiume Arno dette un importante contributo allo sviluppo dell'industria conciaria, favorendo il commercio di prodotti da Pisa all'entroterra, fino a Firenze e in buona parte della Toscana.
Altrettanto importante fu la presenza intorno al paese di una vasta area boschiva, essenziale per l'approvvigionamento di sostanze come i tannini vegetali, necessari per la trasformazione delle pelle a cuoio.
Questi due fattori, unitamente alla presenza di una grande forza lavoro e alla costruzione di infrastrutture capaci di mettere in collegamento Santa Croce con le vie principali della Toscana, furono le cause dello sviluppo della prima vera industria conciaria toscana.
Si presuppone che la prima conceria a Santa Croce sia nata nel 1814. Il proprietario era il negoziante di pellami Paolo Prò che "non avendo che un piccolo magazzino nella di lui casa d'abitazione situata all'interno del paese, venuto nella determinazione di fabbricare altro suo magazzino in luogo detto su i fossi fuori di paese [...] chiede di poter acquistare dal comune il suolo a prezzo conveniente, e fabbricare il magazzino per togliere dal paese le cattive esalazioni che tramandano i pellami".
Nel 1841 sono presenti a Santa Croce 4 stabilimenti conciari. Questi dettero un'importante spinta all'economia cittadina, influenzando positivamente anche gli altri settori. In settanta anni la forza lavoro nel settore industriale crebbe dal 13,7% del 1771 al 28,2% del 1841 e anche il settore dei servizi, soprattutto dei trasporti, incrementando dal 17,6% al 21,1%.

## La seconda metà dell'Ottocento e l'inizio del Novecento
Il numero di concerie aumentò in pochissimi anni da 4 a 32; di conseguenza aumentò anche la produzione, ma le infrastrutture erano sempre un grande freno. A collegare Santa Croce con i maggiori centri vicini come San Miniato, Empoli o Fucecchio, erano strade per lo più di campagna adibite a traffico di piccoli mezzi agricoli. La più vicina delle stazioni ferroviarie si trovava a San Romano, situata sull'altra sponda del fiume e in mancanza di ponti era necessario affidarsi a piccole imbarcazioni, anch'esse inadatte al trasporto di grandi carichi di merce. Nel 1844 l'amministrazione comunale provò a creare una linea ferroviaria che da Santa Croce si allacciasse alla linea denominata "La Leopolda" che collegava i maggiori centri economici toscani partendo da Firenze, Montelupo, Empoli, Pontedera, Pisa, Livorno. Il progetto fu abbandonato per motivi economici e politici. 
L'idea di continuare ad essere 'staccati' da quelle che erano le vie del commercio non era ben vista né dal comune di Santa Croce né dagli imprenditori e nel 1888 fu affidata all'ingegnere Vincenzo Micheli la realizzazione di un ponte che avrebbe permesso un passaggio tra la sponda nord e quella sud dell'Arno e il conseguente abbandono dell'uso di zattere. 
Al progetto diedero il loro contributo numerosi imprenditori e una volta dato il via libera da parte del Ministero nel 1889 il ponte fu concluso nel 1892, rappresentando quindi la via più veloce per arrivare alle stazioni di San Romano e di San Miniato.

### La nascita delle associazioni e delle cooperazioni
Nel gennaio 1866, su iniziativa del dottor Giovanni Foralli, venne costituita la Società di mutuo soccorso fra gli artigiani di Santa Croce sull'Arno. Alla Società potevano aderire oltre agli artigiani anche gli operai. La Società era composta da soci effettivi che pagavano la tassa di ammissione e in più una tassa settimanale, usufruendo, in caso di malattia, di un sussidio giornaliero limitato fino a 5 mesi. In caso di morte del socio, la famiglia avrebbe ricevuto una pensione vitalizia. 
La Società venne poi sciolta nel 1896 a causa del mancato riconoscimento giuridico in quanto la sua struttura non corrispondeva agli scopi previsti dalla legge sulle società operaie di mutuo soccorso.
Nel 1892 nacque la prima Società anonima cooperativa tra gli operai pellettieri di Santa Croce sull'Arno, organizzazione improntata a difendere e proteggere la condizione operaia nei momenti di crisi economica. Poteva essere socio solo chi esercitava l'arte del pellettiere.

### L'epidemia di carbonchio alla fine dell'Ottocento a Santa Croce
Sul finire del secolo lo sfruttamento indiscriminato degli operai, unito ad una mancanza di qualsiasi forma igienica, portò alla diffusione del carbonchio, malattia infettiva dovuta alla penetrazione attraverso la pelle del bacillo Bacillus anthracis. Le pelli degli animali ancora fresche che giungevano nei magazzini rappresentavano il terreno ideale per la riproduzione di questo agente infettivo. Sul finire dell'Ottocento un'epidemia di carbonchio rischiò di decimare la popolazione. 
Nel 1897 venne nominata una Commissione sanitaria comunale la quale dopo aver ispezionato anche gli scoli di alcune concerie (altra via attraverso in cui il carbonchio poteva essere trasmesso sia agli animali che al resto della popolazione) realizzò che praticamente nessuna conceria seguiva le norme previste dal Regolamento d'igiene del sottoprefetto di San Miniato e decretò lo stato di massima pericolosità. Vennero rese obbligatorie alcune norme sanitarie, come il divieto di lavare le pelli crude se si avevano lesioni, il divieto di affondare con i piedi le pelli che si mettevano in ammollo, l'obbligo di disinfettare periodicamente i canali di scolo e di distruggere col fuoco le parti non lavorate come i peli o altri residui e infine il divieto di utilizzare pelli provenienti da animali morti di carbonchio e l'obbligo del lavaggio giornaliero del corpo da parte degli operai e di chi frequentava la concia.

### Gli scioperi a inizio Novecento
Nel maggio del 1901 venne fondata la Lega di miglioramento fra i lavoratori di Santa Croce sull'Arno il cui scopo principale fu di occuparsi degli orari di lavoro, dei salari per le ore straordinarie e del cottimo "in quanto si debba regolamentarne l'applicazione per modo che esso rappresenti sempre non meno della mercede giornaliera". La Lega venne aggregata alla Camera del Lavoro di Empoli, costituita nel settembre dello stesso anno, e ad essa aderirono solo i conciatori e non i raffinatori.
La prima importante lotta avvenne nell'ottobre del 1901, quando fu proclamato il primo sciopero generale che coinvolse più di 400 operai delle concerie di Santa Croce. I motivi dello sciopero furono i bassi salari, rimasti congelati al 1891, e lo sfruttamento eccessivo della manodopera. Lo sciopero durò circa un mese e nei primi giorni di novembre un nuovo contratto fu sottoscritto da 31 dei 35 industriali presenti. Il nuovo concordato prevedeva un aumento salariale da 10,50 a 12 lire settimanali per gli operai sopra i 18 anni, e proporzionalmente veniva aumentata la paga a quelli più giovani. Ai capiconcia che guadagnavano meno di 15 lire veniva applicato un aumento del 10% o del 5% se il salario fosse stato di 15 lire o superiore. Il salario degli scarnatori invece non poteva essere sotto le 13 lire.
Vennero apportate modifiche anche all'orario di lavoro, da 10 a 8 ore giornaliere; in più venne richiesta l'abolizione del lavoro notturno e domenicale, ma in caso di necessità all'operaio spettavano 10 centesimi in più l'ora.
Altro punto importante dell'accordo era la riassunzione degli operai disoccupati. Questo perché i lunghi processi di lavorazione delle pelli in vasca forzavano gli operai o a doversi muovere in altre concerie o a dover stare del tutto fermi. Perciò si stabilì che il proprietario che aveva bisogno di operai doveva chiamare quelli da lui licenziati precedentemente se disoccupati
Dalla seconda metà del 1907 numerosi scioperi vennero organizzati mettendo in evidenza una sempre maggiore consapevolezza della classe operaia dell'importanza del proprio stato di salute. Nonostante le vittorie ottenute ad inizio secolo, erano ancora molte le concerie in cui le norme igieniche non venivano rispettate. Secondo un'indagine della Pubblica Sicurezza furono almeno 17 i casi di pustola carbonchiosa accertati, ed erano ancora molti i minorenni ad essere impiegati nei locali di macerazione o nelle lavorazioni in cui era previsto l'utilizzo di calce viva, nonostante una legge del 1902 ne proibisse espressamente l'impiego in queste fasi della lavorazione. Nel 1908 uno sciopero veniva indetto per richiedere "l'abolizione di entrare al lavoro nell'acqua" e "l'assicurazione di tutti gli operai agli infortuni sul lavoro, compreso il carbonchio e l'avvelenamento da arsenico".
Nell'agosto del 1909 un nuovo sciopero fece sì che i salari aumentassero da 13,50 a 15 lire settimanali e contemporaneamente gli operai ottennero anche l'assicurazione contro gli infortuni sul lavoro. Nel 1913 uno sciopero che durò più di una settimana premiò gli operai con il riconoscimento del carbonchio come malattia professionale e fu stabilito che in caso di contrazione della malattia, all'operaio sarebbe stata mantenuta la paga per intero.

## Dal 1907 alla prima guerra mondiale
Mentre agli inizi del 1907 il settore conciario si consolidava con la nascita di nuove fabbriche, nel secondo semestre dello stesso anno iniziavano le prime cessazioni di attività, prodotte dalla crisi monetaria su scala mondiale e dalla depressione del mercato mobiliare. Si prospettava un periodo nero, che salvo un breve lasso di tempo nel 1911, arriverà fino alle soglie della Prima Guerra Mondiale. Fra il 1907 e il 1914 si registrarono in media dalle 5 alle 7 cessazioni annuali, con una punta massima nel 1914 e minima nel biennio 1910-11, dovuto all'aumento della domanda di forniture militari per la guerra in Libia. Gli operai che lavoravano nel reparto conciario passarono da 315 nell'ottobre 1911 a 263 nell'ottobre 1912. Data l'abitudine ad assumere tutti i componenti di uno stesso nucleo familiare all'interno della stessa conceria, intere famiglie si ritrovarono senza lavoro. È proprio in questo periodo che iniziarono, seppur in maniera molto lieve, le prime emigrazioni all'estero. Le cause che avevano prodotto il progressivo deterioramento del tessuto produttivo erano principalmente quattro:
- lo sbilancio tra l'alto costo delle pelli fresche, e il basso prezzo di vendita che spesso non copriva i costi della manodopera,
- la mancanza di un dazio protettore,
- la concorrenza delle calzature estere importate da Germania e USA, paesi nei quali lo sviluppo tecnologico permetteva di avere pelli conciate a basso prezzo e a buona qualità,
- la moda, che all'epoca preferiva alle vacchette e alle suole prodotte nel Distretto, pellami più leggeri importati dall'estero.

Con l'inizio della prima guerra mondiale, l'industria conciaria dette segni di ripresa, grazie soprattutto alla continua domanda di calzature militari. Proprio in questo periodo nacquero nove nuove concerie e cinque vecchie abitazioni vennero adattate a concerie.  A questa ripresa economica si aggiunse anche lo sviluppo di nuove tecnologie che con il passare del tempo si rivelarono vincenti, come l'introduzione del bottale, brevettato già nel 1892 ma poco usato fino al 1908. Questo strumento sostituiva le fosse per la concia lenta, occupava minor spazio, riduceva il tempo di lavorazione da otto mesi a sole 48 ore, permetteva il diretto controllo sul processo lavorativo e sfruttava al massimo i materiali concianti. L'introduzione di nuove tecnologie e nuovi sistemi di concia convinse la giunta comunale ad inoltrare una richiesta al Ministero dell'industria del commercio per istituire a Santa Croce una scuola per conceria. Meccanizzazione e mutamenti delle tecniche di lavorazione avrebbero richiesto la formazione di nuove maestranze specializzate dal punto di vista tecnico. Con la crisi del Dopoguerra anche la condizione della classe operaia peggiorava in maniera evidente, la disoccupazione dilagava tant'è che nel 1919 erano almeno 300 i conciatori che avevano fatto richiesta al comune per un'indennità e questo solo nel comune di Santa Croce. Anche nel comune di San Miniato vennero registrati 120 lavoranti di pelli disoccupati e circa 90 nel comune di Empoli.

## Dalla Seconda guerra mondiale agli anni duemila
Intorno agli anni '30 un'ulteriore crisi dovuta al crollo del prezzo delle pelli colpì inesorabilmente Santa Croce, facendo chiudere alcune delle piccole imprese presenti. Con l'introduzione del regime fascista le frontiere vennero chiuse e le pelli, che in precedenza venivano importate in buona parte dall'Asia, dovettero ridursi a quelle provenienti dai macelli italiani e a piccoli carichi provenienti dalle colonie africane. Durante il conflitto molte concerie chiusero mentre alcune tra quelle più grandi , furono militarizzate e predisposte per soddisfare soltanto i fabbisogni del regime. Alla fine del conflitto, con l'occupazione tedesca, molte delle concerie rimaste vennero chiuse o sabotate. 
Nel periodo della ricostruzione, dal 1946 al 1950, un ruolo importante nella ripresa del settore lo svolsero gli istituti di credito soprattutto locali come la Cassa di Risparmio di S. Miniato, che contava numerosi conciatori nel proprio consiglio di amministrazione. 
A metà degli anni '50 il numero di concerie era di circa 120-150. Per lo più erano aziende a carattere artigianale, in cui si prediligeva lavorare il cuoio, ma tra la fine degli anni cinquanta e l'inizio del decennio successivo, un gran numero di piccole industrie si riconvertì alla lavorazione con il cromo. Questo tipo di lavorazione diede il via ad una eccezionale crescita in numero e dimensioni dell'attività conciaria in senso stretto e di conseguenza una diffusione delle attività terziste per le concerie.
È proprio sul finire degli anni '60 che le aree industriali dei vari comuni si sono integrate tra di loro confondendo così i propri confini, e nello stesso tempo, ciascuna area ha acquistato una speciale fisionomia: l'area intorno S. Miniato e Ponte a Egola era caratterizzata dalla presenza di concerie al vegetale, quella intorno Santa Croce dalla presenza di concerie al cromo, tra S. Maria a Monte e Castelfranco si svilupparono per la maggior parte calzaturifici. 
Gli anni '70 si possono considerare come gli anni di massima e più rapida espansione dell'attività conciaria all'interno del Distretto. Le dimensioni dell'industria crebbero sia in termini di unità locali che in numero di addetti. Considerando Santa Croce, tra il 1971 e il 1975 il numero delle concerie passò da 467 a 519 e il numero di operai da 3 683 a 4 203
Nel giro di trent'anni il Distretto di Santa Croce divenne uno dei più importanti a livello nazionale, sia per il giro di affari che per la qualità del prodotto, riconosciuto in tutto il mondo come il migliore nel settore. 
Il Distretto si caratterizza pertanto per essere l'unico in Italia la cui specializzazione costituisce di fatto l'intera filiera produttiva della pelle (dalla concia della pelle al prodotto finito calzatura o pelletteria). Nel Distretto si realizza circa il 98% della produzione italiana di cuoio da suola (il 70% di quello dei Paesi dell'Unione Europea) ed il 35% della produzione nazionale di pelli per calzature, pelletteria ed abbigliamento; le esportazioni rappresentano circa il 50% del fatturato della conceria e il 60% del fatturato del calzaturiero. 
Il Distretto conta 600 aziende suddivise tra concerie a terzisti, con poco più di 10 000 addetti in totale con una media di 13 lavoratori per azienda. Il fatturato secondo il rapporto presentato nel dicembre 2016 dall'Associazione Conciatori è di circa 1 500 000 000 € e più del 60% di questo dipende dalle esportazioni soprattutto nei Paesi asiatici, americani e europei. Il 75% delle materie prime, pelli grezze o semilavorate, proviene dal macello europeo e dall'Est Europa, il 15% da quello nazionale e il 10% da altri mercati soprattutto dell'America del Nord e America Latina.
Questa mole di produzione ha permesso lo sviluppo di altre aziende legate alla concerie come quelle di prodotti chimici, i servizi, manifatture dell'abbigliamento, della pelletteria e delle calzature. Di importanza a livello nazionale è anche lo sviluppo dell'industria dedicata alle macchine per conceria che da solo rappresenta il 30% della produzione italiana.
In Italia sono presenti oltre a quello di Santa Croce anche altri distretti industriali in cui l'industria conciaria si è sviluppata più delle altre e si trovano nelle città di Solofra (Campania), Arzignano (Veneto) e Magentino (Lombardia).
| Dati relativi al Distretto del Cuoio | Dati relativi al Distretto del Cuoio | Dati relativi al Distretto del Cuoio        | Dati relativi al Distretto del Cuoio        | Dati relativi al Distretto del Cuoio |
| ------------------------------------ | ------------------------------------ | ------------------------------------------- | ------------------------------------------- | ------------------------------------ |
| Numero Imprese                       | 600                                  | Var.% Imprese (2015/2016)                   | 0,10                                        | 0,10                                 |
| Numero Imprese fino a 49 addetti     | 15                                   | Var.% Imprese fino a 49 addetti (2012/2013) | Var.% Imprese fino a 49 addetti (2012/2013) | -3,59                                |
| Numero addetti                       | 10 942                               | Var.% Addetti (2015/2016)                   | Var.% Addetti (2015/2016)                   | -2,27                                |
| Export (Mln €)                       | 991                                  | Var.% Export (2015/2016)                    | Var.% Export (2015/2016)                    | -6,06                                |

## Consorzi e associazioni presenti sul territorio

### Associazione Conciatori
Nata nel 1976 a Santa Croce, l'Associazione Conciatori è un'associazione senza scopo di lucro a cui attualmente sono associate 260 concerie localizzate nei comuni di Santa Croce, Ponte a Egola, San Miniato, Castelfranco e Fucecchio. Il ruolo dell'Associazione è quella di stabilire le regole che tutte le società associate devono rispettare, regole che vanno dalla tutela ambientale, a quella dei lavoratori attraverso il continuo dialogo con i sindacati. In più mantiene i rapporti con le pubbliche amministrazioni dei vari comuni. Fornisce formazione professionale, assistenza alla prevenzione degli infortuni e mantiene i contatti con le associazioni presenti nei diversi continenti, favorendo in questo modo il confronto diretto con realtà esterne, necessario per il continuo miglioramento delle attività sia per quanto riguarda le concerie che per l'Associazione stessa. 
L'Associazione è diretta dal 2014 da Franco Donati.

### Polo Tecnologico Conciario
Il Polo Tecnologico Conciario o PO.TE.CO. è una società mista pubblica-privata a maggioranza privata situata a Santa Croce. L'obiettivo principale del PO.TE.CO. è quello di sviluppare tecniche e tecnologie atte al miglioramento continuo delle lavorazioni intermedie della pelle, del prodotto finale e soprattutto dello studio di conce sperimentali in cui l'impatto ambientale è minore e più sostenibile. Questa attività di ricerca è costante grazie alla collaborazione con le facoltà di Chimica-conciaria ed Ingegneria chimica-conciaria dell´Università di Pisa.
Altra collaborazione improntata alla formazione tecnico-specialistica è quella tra il PO.TE.CO. e l´istituto tecnico Cattaneo di San Miniato nel quale è stato attivato appositamente un indirizzo Chimico-conciario.

### Depuratore Acquarno: nascita e sviluppo
Nel 1959, rilevamenti effettuati alle acque di scarico delle concerie mostrarono che per un comune di soli 10 000 abitanti come quello di Santa Croce il tasso di inquinamento era pari a quello prodotto da una città con un milione di abitanti. Queste analisi furono il campanello di allarme per l'amministrazione comunale, che il 7 ottobre 1966 approvò il progetto per la costruzione "dell'impianto di depurazione e della fognatura nera del capoluogo". I lavori per la costruzione dell'impianto che prevedeva un trattamento chimico-fisico delle acque iniziarono il 17 dicembre 1971 e finirono il 27 febbraio 1974.Il nuovo depuratore aveva la capacità di depurare 13 000 metri cubi giornalieri di acque di scarico ma non si tenne conto dei residui solidi presenti nelle acque dato che ancora la fognatura civile non era divisa da quella industriale. 
Per questo motivo l'impianto venne ristudiato, aggiungendo nuovi settori all'impianto già esistente. I lavori iniziarono il 30 settembre 1982 terminando il 20 ottobre 1983. Nell'anno 1984 l'impianto di depurazione trattò complessivamente 6 705 411 metri cubi di liquame misto, conciario, civile e di pioggia, di cui - per quel che riguarda il settore conciario - 2 943 000 metri cubi da Santa Croce, 349 453 metri cubi da Fucecchio e 311 437 da Castelfranco di Sotto.
Sul finire degli anni ottanta all'impianto furono aggiunti altri blocchi che permettevano oltre al trattamento chimico fisico delle acque anche quello biologico. L'ultima modifica in ordine temporale fu fatta nel novembre 1997, quando dopo due anni di lavori sono state aggiunte ulteriori blocchi utili per la denitrificazione delle acque.
Secondo le stime effettuate alla fine del 2015 l'impianto ha la capacità di trattare 155 000 metri cubi giornalieri di acque reflue e fanghi industriali.

### Consorzio Recupero Cromo
Il Consorzio nacque nel 1981 per il volere dell'Associazione Conciatori. Al Consorzio aderiscono 250 aziende sia concerie che terzisti presenti nel Distretto. L'obbiettivo del Consorzio è quello di recuperare il cromo trivalente presente nei bagni per la concia delle pelli, per poi poterlo ridistribuire una volta lavorato. Questo processo permette un maggior risparmio economico per le imprese oltre alla salvaguardia dell'ambiente permessa dall'eliminazione del cromo dai fanghi reflui.

### Consorzio Conciatori di Ponte a Egola
Il Consorzio Conciatori di Ponte a Egola nacque nel 1967 nell'omonima frazione del comune di San Miniato. Il Consorzio offre ai proprio associati servizi di rappresentanza della categoria nei confronti delle pubbliche amministrazioni dei vari comuni e dei sindacati dei lavoratori; cura i rapporti con gli istituto di credito; regola l'attività industriale e ne garantisce il rispetto ambientale.

### Consorzio S.G.S.
Il Consorzio S.G.S. è una società privata con sede a Santa Croce sull'Arno a cui aderiscono 230 concerie. Obbiettivo del Consorzio è di raccogliere e lavorare il carniccio, sottoprodotto del processo conciario. Dal carniccio vengono estratti i grassi e le proteine utili a produrre articoli per l'agricoltura, come fertilizzanti, o per la zootecnica.

### Consorzio Vera Pelle Italiana Conciata al Vegetale
Il Consorzio Vera Pelle Italiana Conciata al Vegetale nacque nel 1994 a Ponte a Egola. Le concerie associate al questo Consorzio sono 22 e producono esclusivamente articoli mediante concia al vegetale. Obbiettivo del Consorzio è di fare da garante per i propri soci nel mercato italiano e internazionale e a tal proposito ha creato il marchio di qualità "Pelle Conciata al Vegetale in Toscana". Il presidente del Consorzio è Simone Remi.